# Eugene N. Lane
Eugene Numa Lane (* 13. August 1936 in Washington, D.C.; † 1. Januar 2007) war ein US-amerikanischer Klassischer Philologe und Archäologe.

## Leben
Der Sohn des Sprachwissenschaftlers George Sherman Lane besuchte die Episcopal High School in Alexandria (Virginia) und studierte  von 1954 bis 1958 an der Universität Princeton, dann in Yale (MA 1960; Ph.D. 1962). Danach lehrte er als Professor von 1962 bis 1966 an der University of Virginia und von 1966 bis 2000 an der University of Missouri.
Sein Hauptinteresse galt dem Studium der antiken Religionen, insbesondere der orientalischen Kulte im Römischen Reich. Er schrieb grundlegende Arbeiten zum Kult des Men und des Sabazios.

## Schriften (Auswahl)
- Corpus Monumentorum Religionis Dei Menis (CMRDM) (= Etudes préliminaires aux religions orientales dans l’Empire romain Bd. 19). 4 Bände, Brill, Leiden 1971–1978.
  - Band 1: The monuments and inscriptions. 1971.
  - Band 2: The coins and gems. 1975.
  - Band 3: Interpretations and testimonia. 1976.
  - Band 4: Supplementary men-inscriptions from Pisidia. 1978.
- Corpus Cultus Iovis Sabazii (= Etudes préliminaires aux religions orientales dans l’Empire romain Bd. 100). Band 2–3, Brill, Leiden 1985–1989, ISBN 90-04-06951-8; ISBN 90-04-07149-0; ISBN 90-04-08974-8.
- mit Ramsay MacMullen: Paganism and Christianity. A Source-Book. Fortress Press, Minneapolis 1992, ISBN 0-8006-2647-8.